# Versuchung im Sommerwind
Versuchung im Sommerwind ist eine deutsche Gesellschaftskomödie aus dem Jahre 1972. Unter der Regie von Rolf Thiele spielen, angeführt von Helmut Käutner, eine Fülle bekannter internationaler Schauspieler: der Schweizer Paul Hubschmid, die Österreicherin Christiane Hörbiger und die Französin mit britischer Wahlheimat Yvonne Furneaux, die hiermit ihren für viele Jahre letzten Kinofilm drehte.

## Handlung
Prof. Dr. Dr. Bomhard, ein älterer Chirurg, wird von allen nur ehrfurchtsvoll „Der Professor“ genannt. Als er mit seiner sehr viel jüngeren Geliebten Renate auf Liebesreise nach Südamerika fliegen will und seine attraktive, deutlich jüngere Ehefrau nicht allein zurücklassen möchte, heuert er drei Freunde, mit denen er sonst gern musiziert, als Aufpasser an: Karl-Maria, Federico und Bernhard. Sie sollen auf die moralische Standhaftigkeit seiner Gattin achten, während diese auf Mittelmeer-Kreuzfahrt in den sonnigen Süden Italiens aufbricht. Claudia Bomhard hat ihre minderjährige und vorlaute Tochter mit dabei.  Hin und wieder ein Kontroll-Telefonat, ansonsten widmet sich der Professor ganz seiner weiblichen Begleitung und baut fest darauf, dass sich seine drei Freunde bei eventuellen Versuchungen gegenüber seiner Frau gegenseitig im Weg stehen. 
Claudia Bomhard ahnt, was ihr Gatte beabsichtigt und nacheinender mit ihren „Aufpassern“ Sex, zuletzt den sich intellektuell und weltmännisch gebenden, Novalis zitierenden Schweizer Karl-Maria. Damit keiner ihrer Liebhaber behaupten kann, „unschuldig“ geblieben zu sein, verpasst sie jedem ihrer Liebhaber einer Nacht als ihr „Souvenir“ einen Kratzer auf der Schulter. 

## Produktionsnotizen
Versuchung im Sommerwind entstand ab August bis Mitte September 1972 in München (Studioaufnahmen) und Portofino (Außenaufnahmen) und wurde am 28. Dezember 1972 in Murnau uraufgeführt.
Es handelt sich dabei um einer der wenigen späten Auftritte des Starregisseurs Helmut Käutner vor die Kamera für einen Kinofilm.
Sandie Shaw singt die Lieder Sommerwind und Hello Bambino.
Die Kostüme entwarf Ina Stein. Der unter seinem häufig benutzten Pseudonym Georg Laforet hier als Drehbuchautor arbeitende Franz Seitz hatte auch die Herstellungsleitung bei dem von Fix und Foxi-Herausgeber Rolf Kauka produzierten Film. Georg Föcking übernahm die Produktionsleitung.

## Kritik
Das Lexikon des Internationalen Films fand, dass dieser Film „zu stark auf Effekte bedacht und allzu konstruiert [sei], um den ironischen Pointen komödiantische Wirkung zu verleihen.“